# Power Drive Rally
Power Drive Rally is een videospel voor het platform Atari Jaguar. Het spel werd geprogrammeerd door Peter Johnson. Het spel werd uitgebracht in 1995. Het spel is een racespel dat met bovenaanzicht wordt getoond.

## Ontvangst
| Beoordeeld door                     | Jaar | Score |
| ----------------------------------- | ---- | ----- |
| The Video Game Critic               | 2000 | 91%   |
| Digital Press - Classic Video Games | 2005 | 90%   |
| GamesCollection                     | 2008 | 90%   |
| ST-Computer                         | 1995 | 75%   |
| The Atari Times                     | 2001 | 70%   |
| Just Games Retro                    | 2012 | 70%   |
| IMPLANTgames                        | 2009 | 70%   |
| Game Players                        | 1995 | 69%   |
| ST Format                           | 1995 | 57%   |
| GamePro (USA)                       | 1995 | 50%   |